# Covas (Lousada)
Covas ist eine Gemeinde (Freguesia) im portugiesischen Kreis (Concelho) von Lousada. In ihr leben 726 Einwohner (Stand 30. Juni 2011).

## Geschichte
Der heutige Ort entstand vermutlich während der Wiederbesiedlungen im Verlauf der Reconquista. In den königlichen Erhebungen von 1258 wurde Covas bereits als eigene Gemeinde geführt.

## Kultur und Sehenswürdigkeiten
Die einschiffige Gemeindekirche Igreja Paroquial de Covas (nach ihrem Schutzpatron auch Igreja de São João Evangelista, dt.: Kirche des Johannes, dem Evangelisten) stammt aus dem 17. Jahrhundert.
Weitere Baudenkmäler in der Gemeinde sind die Wallfahrtskapelle Santuário da Capela da Senhora do Amparo, und die Kapelle Capela de Nossa Senhora do Alívio (dt.: Kapelle unserer lieben Frau der Erleichterung), mit dem angrenzenden Friedhof.